# Incendie de Rimouski
L'incendie de Rimouski est une catastrophe survenue le 6 mai 1950 dans la ville de Rimouski au Québec. Il s'agit de la plus grande tragédie de  l'histoire de Rimouski, l'incendie ayant ravagé le tiers des bâtiments de la ville, détruit l'usine de la Price Brothers ainsi que les ponts sur la rivière Rimouski coupant ainsi la ville de ses axes principaux de communications.     

## L'incendie

### Prémices de l'incendie

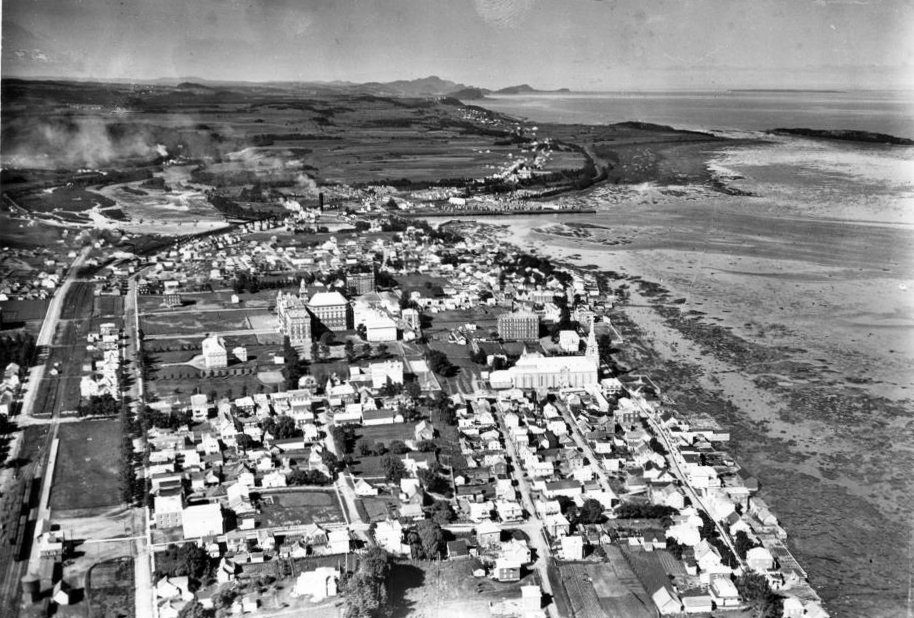
La ville de Rimouski en 1931.

Les années d'après-guerre sont des années d'expansion pour l'industrie forestière et pour Rimouski, dont la population croît de 65 % entre 1940 et 1950. En ce début de mai 1950, les activités sont sur le point de reprendre à l'usine de la Price Brothers and Company, principal employeur de Rimouski, située sur la rive ouest de la rivière Rimouski. Pendant l'hiver, l'entreprise réalise la coupe du bois dans les chantiers, ce dernier est ensuite flotté au printemps jusqu'à l'usine située à l'embouchure de la rivière Rimouski pour y être transformé pendant l'été. 

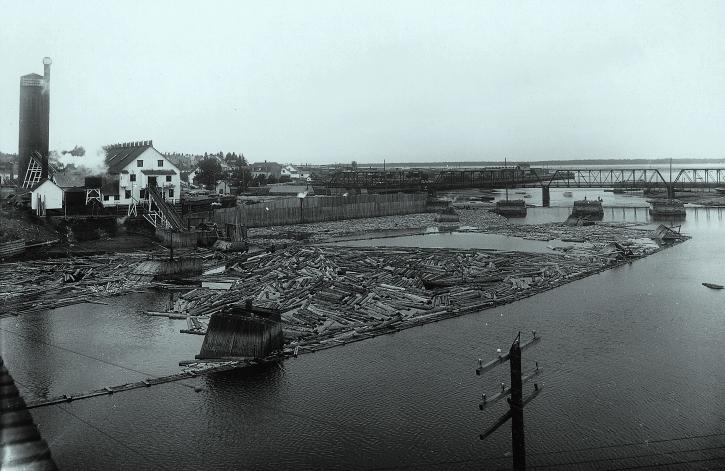
Scierie, Price Company, Rimouski, vers 1914

Quelques jours avant la réouverture de l'usine en 1950, la cour à bois de l'usine contient plus de 15 millions de pieds de bois de sciage, un combustible prêt à s'enflammer à la moindre étincelle. De plus, la Price a négligé ses installations de sécurité incendie qui ne peuvent fournir l'eau pour éteindre un feu sur son complexe industriel, les tuyaux d'incendie des pompiers de Rimouski ayant un gabarit différent des bornes d'incendie du site et ne peuvent se raccorder. Quant aux installations électriques qui traversent le secteur industriel et qui appartiennent à la Compagnie de Pouvoir du Bas-Saint-Laurent elles sont aussi dans un mauvais état et certains pylônes électriques en bois montrent des signes de pourriture.

### Début de l'incendie
Vers 18 h le 6 mai 1950, un fort vent soufflant à 100 kilomètres à l'heure fait tomber un poteau supportant une ligne électrique à 60 000 volts et produit une étincelle qui enflamme le bois entreposé dans la cour avant de se propager à deux bâtiments situés à proximité,. Pendant près d'une heure les pompiers de la ville s'affairent sur le site de l'usine pour contenir le brasier. Vers 19 h les forts vents transportent des brandons à plus de 150 mètres de l'autre côté de la rivière et enflamment le bardeau des toits de quelques maisons. Les premiers bâtiments touchés sont situés près de la rue Sainte-Marie, où le feu détruit le manoir seigneurial construit par les seigneuresses Drapeau vers 1848, les maisons de bois de ce quartier densément peuplé prennent alors feu les unes après les autres. Le tablier du seul pont qui joint les deux rives de la rivière commence aussi à s'enflammer et les pompiers craignant une conflagration le retraversent à la hâte pour combattre le feu dans les quartiers résidentiels de la ville. 
Peu de temps après le réseau électrique de la ville tombe en panne, la centrale électrique de la ville étant située sur le site de l'usine de la Price qui finit de se consumer. Le réseau téléphonique tombe aussi en panne et c'est le radioamateur Maurice Ouellet qui permet de poursuivre les communications avec l'extérieur et d'appeler les pompiers des villes environnantes en renfort. Malgré les renforts, ce sont les capacités du réseau d'aqueduc qui limitent les moyens pour combattre le feu. Malgré tout la station de radio CJBR continue de diffuser l'information sur la situation de l'incendie dans la ville permettant aux résidents des rues incendiées de recevoir l'aide de leurs familles et amis pour évacuer leurs maisons.

### L'incendie est incontrôlable
Les autorités de la ville tentent d'encadrer les actions des citoyens pour sauver leur demeure. De nombreux Rimouskois essayent de sauver leurs biens en vidant leur maison mais le feu atteint alors son paroxysme et la chaleur qui règne fait prendre en feu l'intérieur des maisons. La force du vent empêche aussi les pompiers de prévoir la direction du feu. L'incendie poursuit sa course ainsi toute la nuit de dimanche, les pompiers de Rimouski ne reçurent de l'aide de collègues de Baie-Comeau que le lendemain matin. Une accalmie vers 15 h ne dura que jusqu'au début de la soirée et les efforts pour contrôler le feu durèrent toute la nuit jusqu'au lundi matin.
Étonnamment, le feu n'a fait ni victime, ni blessé grave.